# Ateneu de Girona
L'Ateneu de Girona, va ser una entitat fundada el 12 d'octubre de 1922. Fou un espai d'activitats culturals diverses impulsat per un grup d'intel·lectuals gironins que es proposaven el conreu de la cultura des d'una visió progressista arrelada en els ideals de la democràcia i el noucentisme. Tot reconeixent-se com a continuadors d'Athenea, la societat cultural promoguda anteriorment per l'arquitecte noucentista Rafael Masó. Els seus principals impulsors foren Cassià Costal, Josep Junquera, Joaquim Pla i Cargol i Carles Rahola.
Als seus fundadors els motivava el fet que Girona era mancada d'un espai per a donar aixopluc a les inquietuds espirituals i que fos un àmbit pluridisciplinari on els que es dedicaven a diverses disciplines i activitats culturals trobessin l'acolliment i el caliu per fructificar. Per tot això era necessari crear un Ateneu. El qual s'hostatjà primerament a la Rambla i, el 1926, és traslladat a un casal del carrer Sabateries Velles (actualment Carreras Peralta) on va disposar d'amplis espais.

També es creà una biblioteca, que el 1929, tenia més d'un miler de volums. Una biblioteca que Josep M. Corredor descriu com “el nostre petit temple d'Atenea".

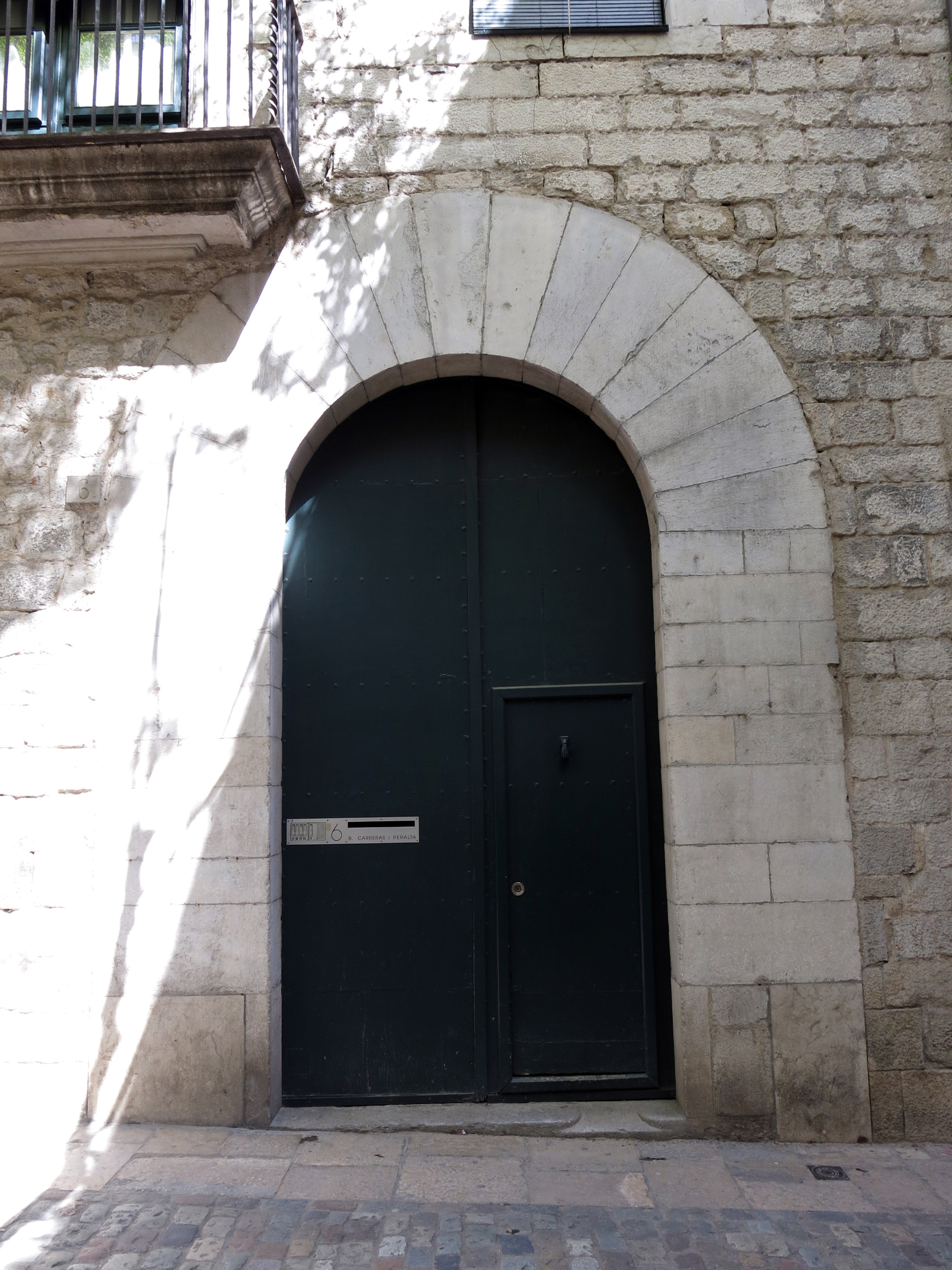
Portal de la casa Ferrer, al carrer B. Carreras i Peralta, que entre 1926 i 1939 hostatjà l'Ateneu de Girona

L'Ateneu de Girona revitalitzà la vida cultural de la ciutat entre 1922 i el final de la Guerra Civil amb activitats com conferències, cursos, presentacions de llibres, concerts o exposicions, que omplen les programacions i garanteixen el contacte amb un públic cultivat o políticament compromès amb la democràcia i interessat en les arts plàstiques,  la literatura,  la història, la música, el teatre i  la dansa.  Significativament el 1926 Jaume Serra Hunter inaugurava el curs de l'Ateneu de Girona  amb un parlament amb el títol Apologia de l'Ideal.
Entre aquestes activitats es comptaren, entre altres remarcables, el curs sobre filosofia que hi va impartir Jaume Serra i Húnter la primavera de 1931, les diferents conferències que va pronunciar Pompeu Fabra sobre la fixació de la llengua literària i sobre el bilingüisme. La tardor de 1932 l'Ateneu de Girona, amb col·laboració amb la Universitat Autònoma de Barcelona, va commemorar el centenari de Goethe, amb dissertacions per analitzar les relacions entre Catalunya i Alemanya, amb la participació d'Eduard Valentí i Fiol, Pere Bosch i Gimpera o Carles Riba.
També entre les destacades activitats portades a terme a l'Ateneu de Girona, presidit per Carles Rahola, cal recordar les conferències del filòsof alemany Hermann von Keyserling, la visita de Jean Piaget o la dissertació de Rafel Masó i Josep Puig i Cadafalch, el 1930, sobre la importància dels anomenats Banys Àrabs de Girona per a la història del patrimoni arquitectònic català.
L'any 1939, en l'arribada de la dictadura del general Franco, fou clausurat l'Ateneu de Girona i el local confiscat i ocupat per la Sección Femenina de la Falange Española. La biblioteca i la documentació van ser dispersades i destruïdes.